# Apogonia baolocensis
Apogonia baolocensis är en skalbaggsart som beskrevs av Kobayashi 2008. Apogonia baolocensis ingår i släktet Apogonia och familjen Melolonthidae. Inga underarter finns listade i Catalogue of Life.